# Eickener Straße 135 (Mönchengladbach)

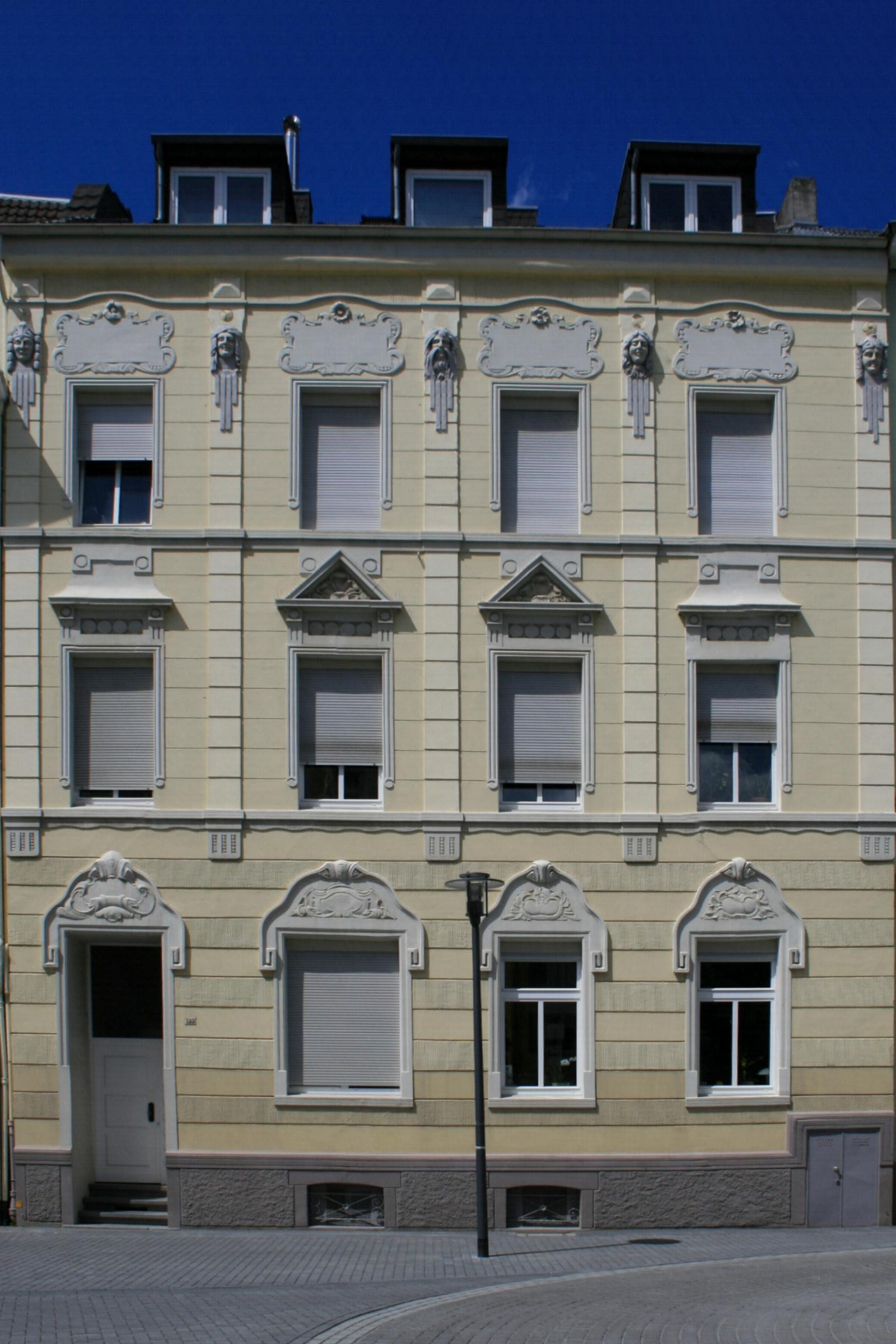
Wohnhaus (2010)

Das Wohnhaus Eickener Straße 135 steht im Stadtteil Eicken in Mönchengladbach (Nordrhein-Westfalen).
Das Haus wurde um 1900 erbaut. Es ist unter Nr. E 021 am 26. Januar 1989 in die Denkmalliste der Stadt Mönchengladbach eingetragen worden.

## Architektur
Das Gebäude liegt im historischen Stadterweiterungsgebiet Eicken, auf der heutigen Fußgängerzone innerhalb einer gut erhaltenen Gruppe historischer Gebäude.
Es handelt sich um ein dreigeschossiges, vierachsiges, traufenständiges Haus. Auf dem Dach drei Flachdachgauben.